# Gottlieb Nagel (Polizist)
Gottlieb Nagel (* 5. März 1892 in Backnang; † November 1978) war ein deutscher Major der Ordnungspolizei, und Kommandeur des Polizei-Bataillon 322, mit dem er am Holocaust beteiligt war und Kriegsverbrechen verübte.

## Leben
Nagel nahm als Kriegsfreiwilliger am Ersten Weltkrieg teil. 1920 trat er in die Schutzpolizei ein. Zum 1. Mai 1933 trat er der NSDAP bei (Mitgliedsnummer 2.874.607).
Im Dezember 1940 wurde Nagel im Range eines Sturmbannführers in die SS übernommen. Zum Kommandeur des Ausbildungsbataillons Wien-Kagran, dem späteren Polizei-Bataillon 322, avancierte er im Februar 1941 und kommandierte das Bataillon bis August 1942.
Nagels Bataillon verübte im Rahmen des deutschen Vernichtungskriegs gegen die Sowjetunion ab Juli 1941 zahlreiche Kriegsverbrechen. Eine dieser Vernichtungsaktionen war die gemeinsam mit dem Polizei-Bataillon 316 durchgeführte Festnahme der Juden in der Stadt Białystok und ihr Transport zur Erschießungsstätte. Dort ermordeten die Polizeitruppen etwa 3.000 jüdische Opfer.
Bedingt durch eine Umstrukturierung des Polizeiregiments Mitte wurde das Polizei-Bataillon 322 am 22. August 1941 das III. Bataillon des Polizeiregiments Mitte. Die 1.,2. und 3. Kompanie waren nun die 7., 8. und 9. Kompanie des Regiments. Bis Oktober 1941 vollzog das Bataillon vor allem Erschießungen von Juden. So trieb das Bataillon unter Kommandeur Nagel Anfang Oktober zusammen mit dem SS-Einsatzkommando 8 mehr als 2000 Juden, einschließlich Frauen, Kleinkindern und Alten in der Stadt Mogilew zusammen und erschoss die Menschen gemeinsam mit dem ukrainischen Schutzmannschaft-Bataillon 51 am folgenden Tag in der Nähe der Stadt. Laut Eintragung im Kriegstagebuch des Bataillons erschoss alleine bei dieser Einzelaktion die 7. Kompanie des Bataillons 378 und die 9. Kompanie 555 Juden. Danach wurde das Bataillon zu Sicherungsaufgaben im Raum Smolensk herangezogen und nahm an der sog. Partisanenbekämpfung mit Erschießungen von Zivilisten in Weißrussland teil. Insgesamt dokumentiert das Kriegstagebuch des Bataillons für den Zeitraum Juni 1941 bis Mai 1942, in dem es von Nagels Adjutant Polizeioberleutnant Josef Uhl geführt wurde. die Ermordung von etwa 11.000 Menschen, davon 9000 Juden.
Nagel, der sich von Kriegsende bis 1948 in amerikanischer Kriegsgefangenschaft befand, wurde in seinem Entnazifizierungsverfahren von der Spruchkammer im Mai 1948 als „Mitläufer“ eingestuft. 1960 ermittelte die Staatsanwaltschaft Stuttgart wegen Kriegsverbrechen gegen ihn. Im August 1960 wurde Haftbefehl gegen Nagel erlassen, am 6. Oktober 1960 wurde er inhaftiert. Obwohl Nagel die Beteiligung des unter seinem Kommando stehenden Polizei-Bataillon 322 an Massenerschießungen von Juden eingeräumt hatte, wurde er gegen eine Kaution in Höhe von 2000 DM „mit Rücksicht auf sein hohes Alter“ (zu diesem Zeitpunkt 68 Jahre) am nächsten Tag freigelassen. Verurteilt wurde Nagel nie. Er blieb dauerhaft verhandlungsunfähig und starb im November 1978 im Alter von 86 Jahren.